# Брашовиці
Брашовиці (пол. Braszowice, нім. Baumgarten) — село в Польщі, у гміні Зомбковиці-Шльонські Зомбковицького повіту Нижньосілезького воєводства.
Населення — 882 особи (2011).
У 1975-1998 роках село належало до Валбжиського воєводства.

## Демографія
Демографічна структура станом на 31 березня 2011 року:
|          | Загалом | Допрацездатний вік | Працездатний вік | Постпрацездатний вік |
| -------- | ------- | ------------------ | ---------------- | -------------------- |
| Чоловіки | 431     | 80                 | 311              | 40                   |
| Жінки    | 451     | 88                 | 258              | 105                  |
| Разом    | 882     | 168                | 569              | 145                  |